# Monster Hunters
Pour plus de détails, voir Fiche technique et Distribution.
Monster Hunters est un film d'horreur et de science-fiction américain réalisé par Brendan Petrizzo, sorti en 2020. Il met en vedette dans le rôle principal Tom Sizemore.

## Synopsis
Un vaisseau spatial s’écrase dans le désert en Californie, et des extraterrestres hostiles s'en échappent. L'armée américaine envoie donc sur place la « Alien Defense Unit » du colonel Mayweather. Avec le First sergeant Shepherd et la spécialiste Stella Fairchild, ils doivent, pour la première fois de leur vie, combattre des adversaires extraterrestres.

## Distribution
- Tom Sizemore : colonel Mayweather
- Anthony Jensen : First sergeant Shepherd
- Connie Jo Sechrist : spécialiste Stella Fairchild
- Mark Valeriano : Robert « Bob » Drake
- Jarrid Masse : Sams
- Eric Delgado : King
- Jumarcus Mason : Roman
- Yaz Canli : Bendis
- Jonathan Nation : Dale[2].
- Sharon Desiree : sergent Melissa Mora
- Cherish Holland : Matteo

## Production
Le film a été tourné au Central City Studio à Los Angeles. Les plans extérieurs ont été tournés en Californie. La première a eu lieu aux États-Unis le 25 août 2020. En Allemagne, le film est sorti le 11 décembre 2020 en location video.
Monster Hunters est considéré comme un mockbuster de Monster Hunter, un film mettant en vedette Milla Jovovich, qui n’est pas sorti comme prévu en 2020, en raison de la pandémie de Covid-19, mais en 2021.

## Réception critique
Filmdienst décrit « Un film scandaleux trash de science-fiction sans ambitions, qui a du mal à remplir le temps entre les affrontements risibles avec les extraterrestres. L’apathie de la production se reflète dans le jeu des acteurs ainsi que dans les effets spéciaux incontestablement nuls. »
Weltbild décrit Tom Sizemore comme un « vétéran de l’action » et résume qu’il convainc en tant que « leader dur d’une unité spéciale de chasseurs d’extraterrestres ». 
Filmchecker.Wordpress contredit cette évaluation positive de la performance d’acteur de Sizemore et la décrit comme « apathique » et « principalement assise. ». Anthony Jensen est décrit comme « le seul qui peut raisonnablement convaincre » et est perçu comme « presque trop ambitieux ». Au final, le portail attribue au film 2 points sur 10 possibles et décrit l’intrigue comme « languissante et sans d’âme », l’action est « boiteuse » et « seul le dernier tiers et un Anthony Jensen passable, ainsi que le comique involontaire justifient 2 points ».
Dans l’Internet Movie Database, le film a une note de 2,2 étoiles sur 10,0 possibles, avec plus de 650 votes.